# São Domingos
São Domingos este un oraș în statul Bahia (BA) din Brazilia.